# Бэйли, Перл
Перл Бэйли (англ. Pearl Bailey, 29 марта 1918 — 17 августа 1990) — американская актриса и певица, обладательница премии «Тони» за заглавную роль в чёрной версии мюзикла «Хелло, Долли!» в 1968 году.

## Биография

### Юность и начало карьеры
Перл Мэй Бэйли (англ. Pearl Mae Bailey) родилась в округе Саутгемптон (штат Виргиния) 29 марта 1918 года в семье преподобного Джозефа Джеймса (Joseph James) и Эллы Мэй Рикс Бэйли (Ella Mae Ricks Bailey). Её детство прошло в Bloodfields по соседству с Newport News, (штат Виргиния). Дебютное выступление Бэйли в качестве вокалистки состоялось в 15-летнем возрасте. Её брат Билл Бэйли (Bill Bailey) уже начал собственную карьеру степ танцора и посоветовал сестре принять участие в конкурсе талантов, проходившем в Pearl Theatre в Филадельфии. Бэйли одержала победу и ей предложили 70 долларов за две недели выступлений в этом же театре. Однако, во время её вступлений театр закрылся и ей ничего не заплатили. Тем не менее она решила принять участие в подобном конкурсе, проходившем на этот раз в знаменитом гарлемском Apollo Theater. Одержав победу, она решила сделать карьеру в шоу бизнесе.
В 1930-х годах Бэйли начала активно петь и танцевать в различных клубах для темнокожих в Филадельфии, а затем и в других городах Восточного побережья США. В 1941 году она приняла участие в программе «USO», выступая с концертами на военных базах США, а после этого обосновалась в Нью-Йорке. Продолжив там свою карьеру, она стала часто выступать в дуэте с такими знаменитостями, как Дюк Эллингтон и Кэб Коловэй.

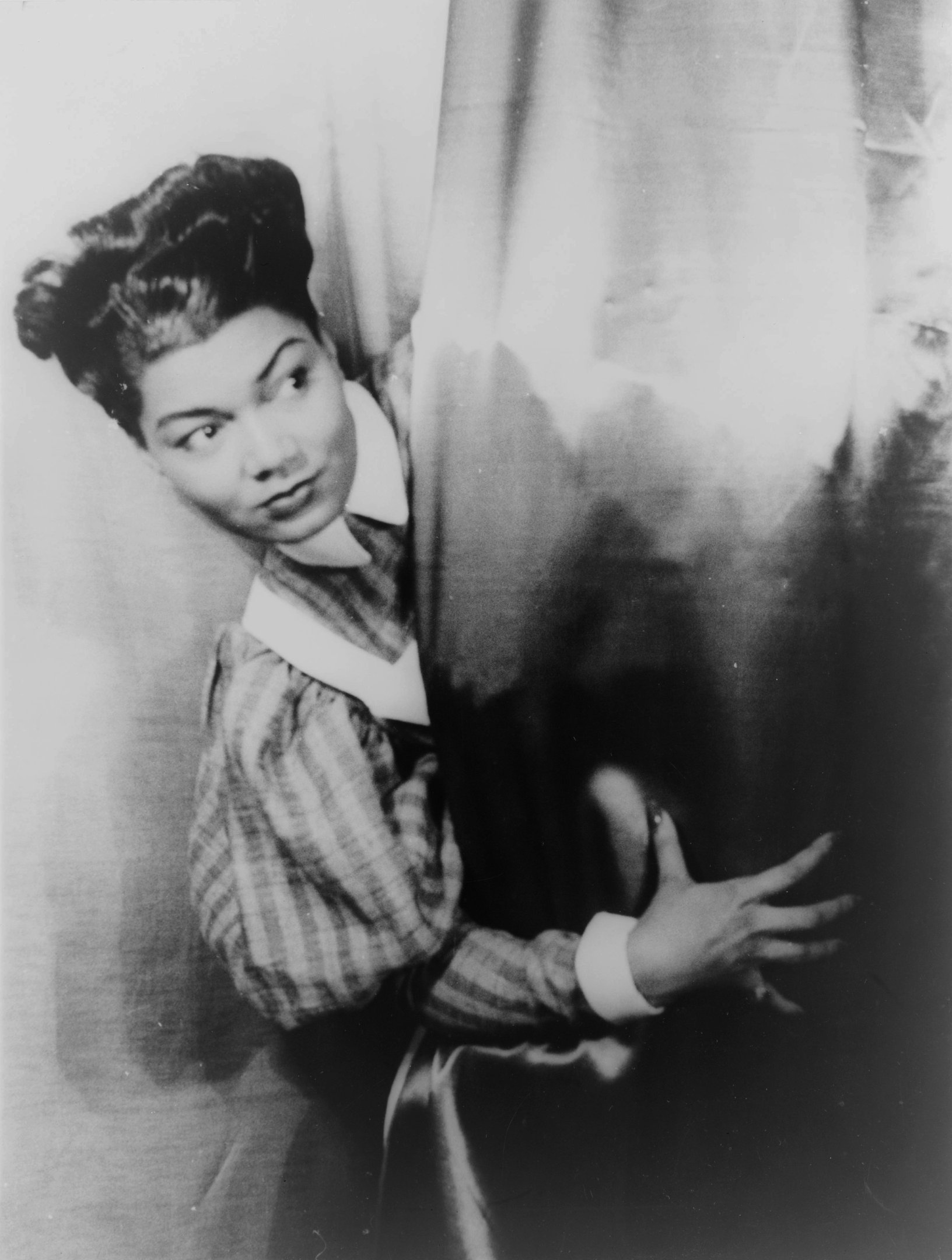
Бэйли в мюзикле «Женщина из Сент-Луиса» (1946)

### Успех на Бродвее и в кино
В 1946 году Бэйли дебютировала на Бродвее в мюзикле «Женщина из Сент-Луиса». Спустя два года она впервые появилась на большом экране, но первую заметную свою роль в кинофильме исполнила в 1954 году в музыкальном фильме «Кармен Джонс», где её танец стал одним из самых ярких моментов фильма. После этого она успешно сыграл роль Марии в фильме Отто Примингера «Порги и Бесс» (1959) с Сидни Пуатье и Дороти Дэндридж в главных ролях. В том же годы Бэйли появилась в музыкальной картине «Блюз Сент-Луиса» в компании таких чернокожих звёзд как Махалия Джексон, Нат Кинг Коул и Эрта Китт.
В ноябре 1952 года Перл Бэйли вышла замуж за джазового барабанщика Лу Беллсона. В 1961 году у них появилась дочь Ди Ди Джей. Беллсон, которая умерла в июле 2009 года, спустя 5 месяцев после смерти отца.
В 1964 году Бэйли и Кэб Коловэй появились в главных ролях в полностью чёрной версии знаменитого мюзикла «Хелло, Долли!». Его гастрольный тур по стране был на столько успешным, что продюсер Дэвид Меррик поставил его на Бродвее, где его так же восторженно приняла публика. За свою роль Долли Леви Перл Бэйли получила театральную премию «Тони», а затем записала музыкальный альбом с номерами из мюзикла на студии «RCA». В 1975 году Бэйли вернулась на Бродвей, где приняла участие ещё в нескольких специальных постановках «Хелло, Долли!». Она также участвовала в озвучивании мультфильмов «Туба Табби» (1976) и «Лис и охотничий пёс» (1981).
Перл Бэйли была страстной поклонницей бейсбольного клуба «Нью-Йорк Метс» и в 1969 году перед началом Мировой серии года исполнила их гимн на стадионе в Нью-Йорке. Она также приняла участие в съёмках документального фильма об этих играх, где вновь продемонстрировала свою поддержку команде.

### Последние годы
В 1985 году Перл Бэйли получила степень бакалавра теологии в Джорджтаунском университете. Бэйли, будучи членом республиканской партии, была назначена президентом Ричардом Никсоном. Она участвовала в нескольких заседаниях в ООН, а в 1976 году принимала участие в предвыборной кампании Джеральда Форда. 17 октября 1988 года Бэйли получила из рук Рональда Рейгана Президентскую медаль Свободы.
Перл Бэйли умерла в университетской больнице Томаса Джефферсона в Филадельфии 17 августа 1990 года в возрасте 72 лет. Причиной смерти, по мнению медиков, явился атеросклероз и коронарная болезнь сердца. Её похоронили на мемориальном кладбище в небольшом городке в Пенсильвании.

## Награды
В 1986 году она получила награду «Daytime Emmy» за роль крёстной феи в постановке студии ABC Afterschool Special «Cindy Eller: A Modern Fairy Tale».
Песня «Takes Two to Tango» в её исполнении вошла в десятку популярных хитов в 1952 году. В 1976 году она была удостоена награды, присуждаемой гильдией актёров экрана за достижения в течение всей жизни (Screen Actors Guild Life Achievement Award), а 17 октября 1988 года получила президентскую медаль свободы (Presidential Medal of Freedom).